# Pseudobombax septenatum
Pseudobombax septenatum är en malvaväxtart som först beskrevs av Nikolaus Joseph von Jacquin, och fick sitt nu gällande namn av Armando Dugand. Pseudobombax septenatum ingår i släktet Pseudobombax och familjen malvaväxter. Inga underarter finns listade i Catalogue of Life.